# Бајрбах
Бајрбах (њем. Baierbach) општина је у њемачкој савезној држави Баварска. Једно је од 35 општинских средишта округа Ландсхут. Према процјени из 2010. у општини је живјело 785 становника. Посједује регионалну шифру (AGS) 9274118.

## Географски и демографски подаци
Бајрбах се налази у савезној држави Баварска у округу Ландсхут. Општина се налази на надморској висини од 418 метара. Површина општине износи 16,8 km². У самом мјесту је, према процјени из 2010. године, живјело 785 становника. Просјечна густина становништва износи 47 становника/km².